# Ensiferum
Ensiferum (do latim ensĭfĕrum, adjetivo neutro que significa manejador de espada) é uma banda de folk metal de Helsinki, Finlândia. A própria banda se rotula como "Heroic Folk Metal". 

## História

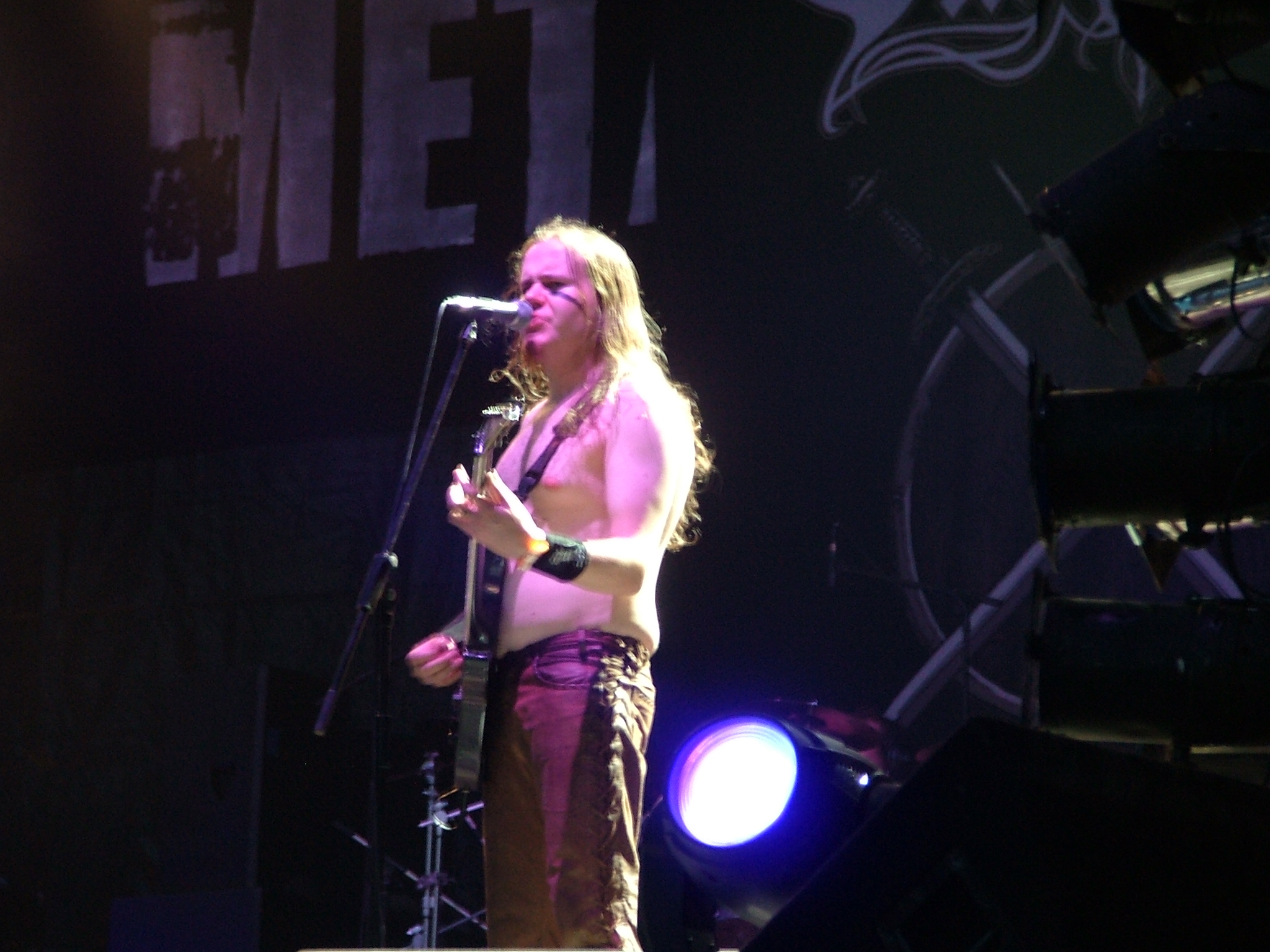
Markus Toivonen

Ensiferum foi fundado em 1995 por Markus Toivonen (guitarrista), Sauli Savolainen (baixista) e  Kimmo Miettinen (baterista). Para o nome da banda eles escolheram o adjetivo latim ensĭfĕrum, que significa “manejador de espada”. No próximo ano, Jari Mäenpää entrou na banda como vocalista e co-guitarrista. Em 1997, a primeira demo da banda, com 3 músicas, foi lançada.
Em 1998, Sauli e Kimmo deixaram a banda e foram substituídos por Jukka-Pekka Miettinen (irmão mais novo de Kimmo, na época com 14 anos) e Oliver Fokin. Em 1999, mais dois demos foram lançados. Em 2000, eles assinaram contrato com a gravadora finlandesa Spinefarm e foram ao estúdio trabalhar em seu primeiro álbum, "Ensiferum”, que foi lançado em 7 de Janeiro de 2001. No mesmo ano, Meiju Enho entrou na banda como tecladista.
Em 2003, quando o 2º álbum, Iron, estava pronto, Jari deixou a banda e foi se concentrar em seu projeto, Wintersun. Em dezembro de 2004, Jukka-Pekka deixou a banda e foi substituído por 
Sami Hinkka (Rapture). Oliver também deixou a banda, em 2005, e foi substituído por Janne Parviainen.
Em 2005, começaram as gravações de uma EP, Dragonheads, que foi lançada em fevereiro de 2006. Ela contém a música Dragonheads, dois demos “re-trabalhados”, um cover da banda Amorphis e uma pequena melodia de Kalevala, além de um medley de três tradicionais canções finlandesas.
Em junho de 2006, a banda lançou seu 1º DVD ao vivo, 10th Anniversary Live, que foi gravado em Nosturi, Helsinki, no dia 31 de dezembro de 2005.
A gravação do terceiro álbum começou em Novembro de 2006, ele foi lançado em fevereiro de 2007, e intitula-se Victory Songs. Outro single chamado "One More Magic Potion", também foi lançado pela banda, em Fevereiro de 2007.

## Integrantes

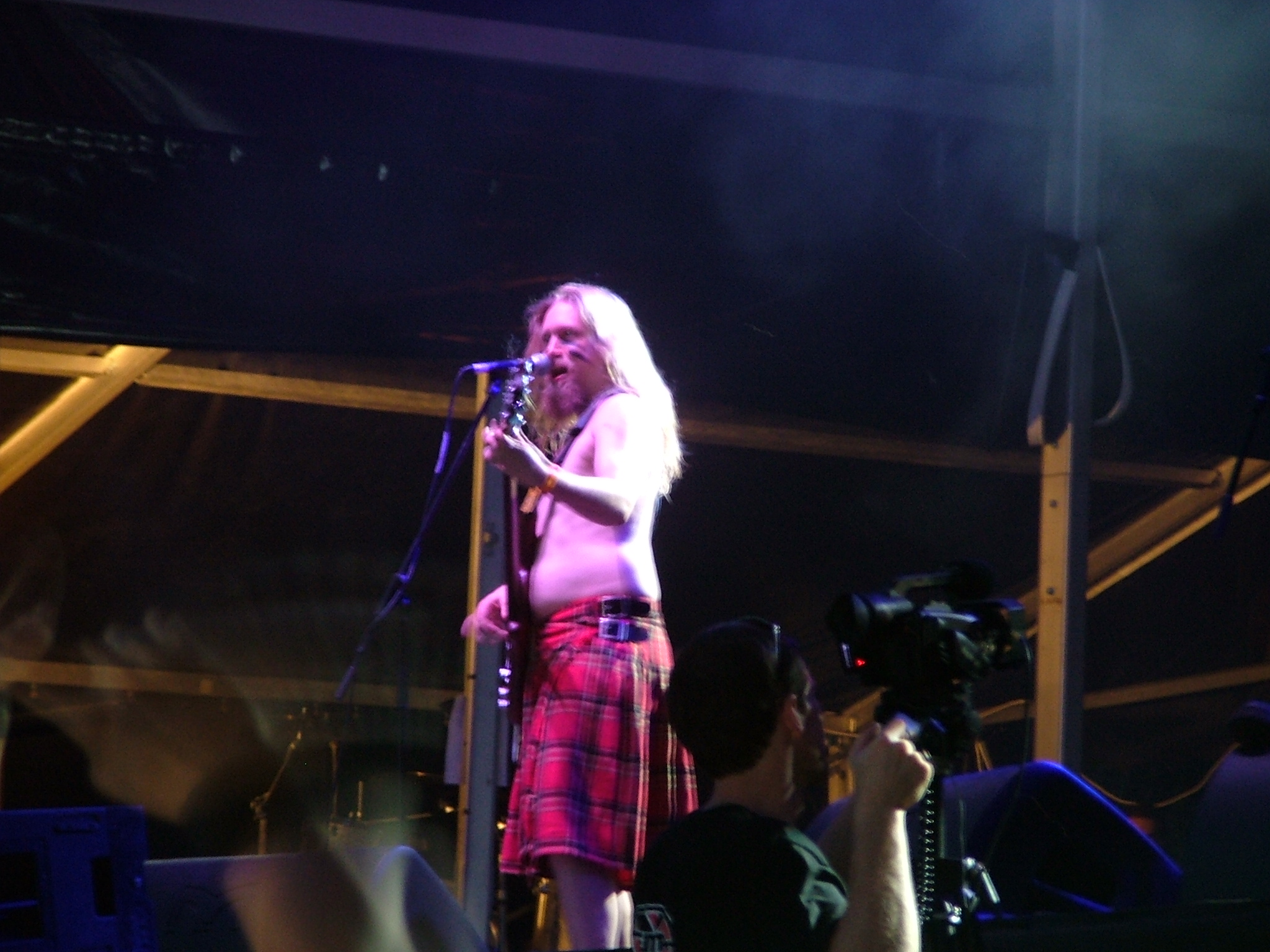
Sami Hinkka

### Membros atuais
- Markus Toivonen - vocais limpos, guitarra (1995-presente)
- Petri Lindroos - vocais rasgados, guitarra (2004-presente)
- Sami Hinkka - baixo, vocais (2004-presente)
- Janne Parviainen - bateria, percussão (2005-presente)
- Netta Skog  – acordeon elétrico, backing vocals (2015–presente)

### Antigos membros
- Jari Mäenpää (1996-2004) - vocais, guitarra
- Sauli Savolainen (1995-1998) - baixo
- Jukka-Pekka Miettinen (1998-2004) - baixo
- Kimmo Miettinen (1995-1998) – bateria
- Oliver Fokin (1998-2005) – bateria, percussão
- Meiju Enho (2001-2007) - teclado
- Emmi Silvennoinen - teclado (2007-2015)

## Discografia

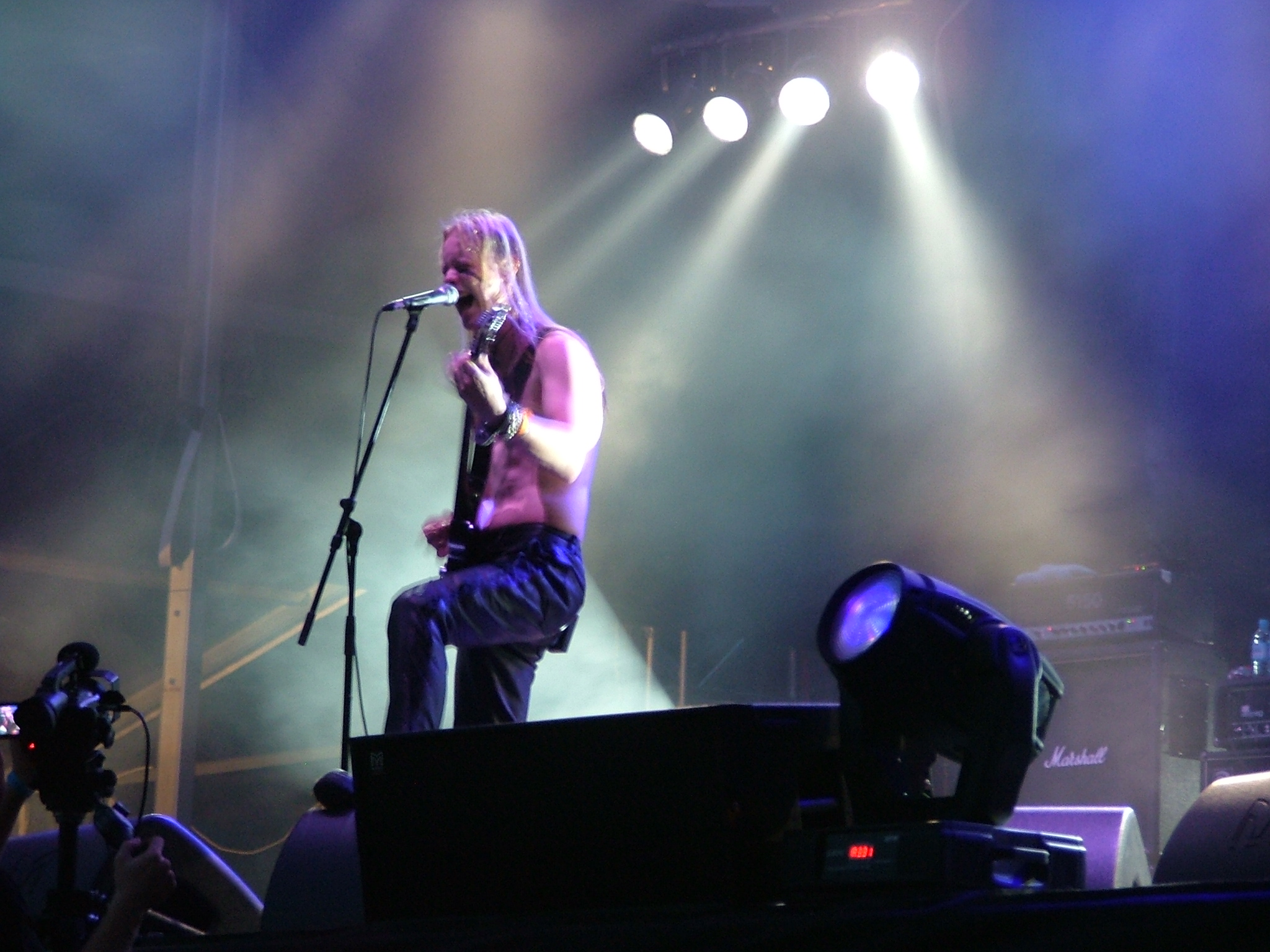
Petri Lindroos

### Álbuns
- Ensiferum (2001)
- Iron (2004)
- Victory Songs (2007)
- From Afar (2009)
- Unsung Heroes (2012)
- One Man Army (2015)
- Two Paths (2017)
- Thalassic (2020)
- Winter Storm (2024)

### EP
- Dragonheads (2006)

### Singles
- "Tale of Revenge" (2004)
- "Deathbringer from the Sky" (2007)
- "One More Magic Potion" (2007)
- "From Afar" (2009)
- "Stone Cold Metal" (2010)
- "Burning Leaves" (2011)
- "Rum, Women, Victory" (2020)

### Demos
- Demo I (1997)
- Demo II (1999)
- Hero In A Dream (1999)

### Coletânea
- 1997-1999 (Edição limitada, re-lançamento das primeiras 3 demos) (2005)

## Videografia

### DVD
- 10th Anniversary Live (2006)